# My Dead Girlfriend
My Dead Girlfriend (яп. 死んだ僕の彼女) — японская рок-группа основанная в 2005 году в городе Токио, Япония.

## История
Название группы было придумано Юки Исикавой (одним из основателей группы). Он хотел, чтобы в нём было слово «смерть». После чего он совместил его со словом «подруга» для контрастности в названии.
По словам Исикавы их музыка является выражением необратимого чувства потерянности, вызванного смертью любимого человека, в сочетании с поп-музыкой.
2songs + Cassette Tape E.P / 6songs From the Happy Valley — сборник из двух релизов, которая была выпущена под их английским псевдонимом «My Dead Girlfriend». Это связано с инцидентом, в котором хикикомори убил начинающую женщину-модель. Из-за этого дистрибьюторы отклонили все релизы под их изначально японским псевдонимом.
My Dead Girlfriend претерпели множество изменений в составе, в том числе и уход одного из членов-основателей Оцуки (который позже скончался). Состав группы смог стабилизироваться лишь к 2012 году.
Они были частыми участниками регулярного мероприятия Total Feedback, организованного Юсукэ Хата из Cruyff in the Bedroom, и появились в одноимённом сборнике среди других активных японских групп шугейза того времени.
Вскоре после их десятой годовщины, в 2017 году, группа объявила о своём бессрочном прекращении регулярной деятельности. Спустя 3 года вышел последний релиз в виде мини-альбома.
Нынешний состав участников группы включает в себя Юки Исикаву (вокал, гитара) — основатель группы, Мэгуми Идэта (вокал, клавишные), Май Такахаси (вокал, бас-гитара), Акихиро Киносита (гитара), Юки Оцука (гитара) и Такаси Симано (барабаны).

## Дискография
- 2songs + Cassette Tape E.P / 6songs From the Happy Valley (2007)
- Sweet Days And Her Last Kiss (2008)
- lxtab (2010)
- Underdrawing For Three Forms Of Unhappiness At The State Of Existence (2012)
- Hades (The Nine Stages Of Change At The Deceased Remains) (2015)
- Shaman’s Daughter (2020)